# Fülöp Kocsis
Péter Fülöp Kocsis (* 13. Januar 1963 in Szeged, Ungarn) ist Erzbischof des griechisch-katholischen Erzbistums Hajdúdorog und Metropolit der Ungarischen Griechisch-katholischen Kirche.

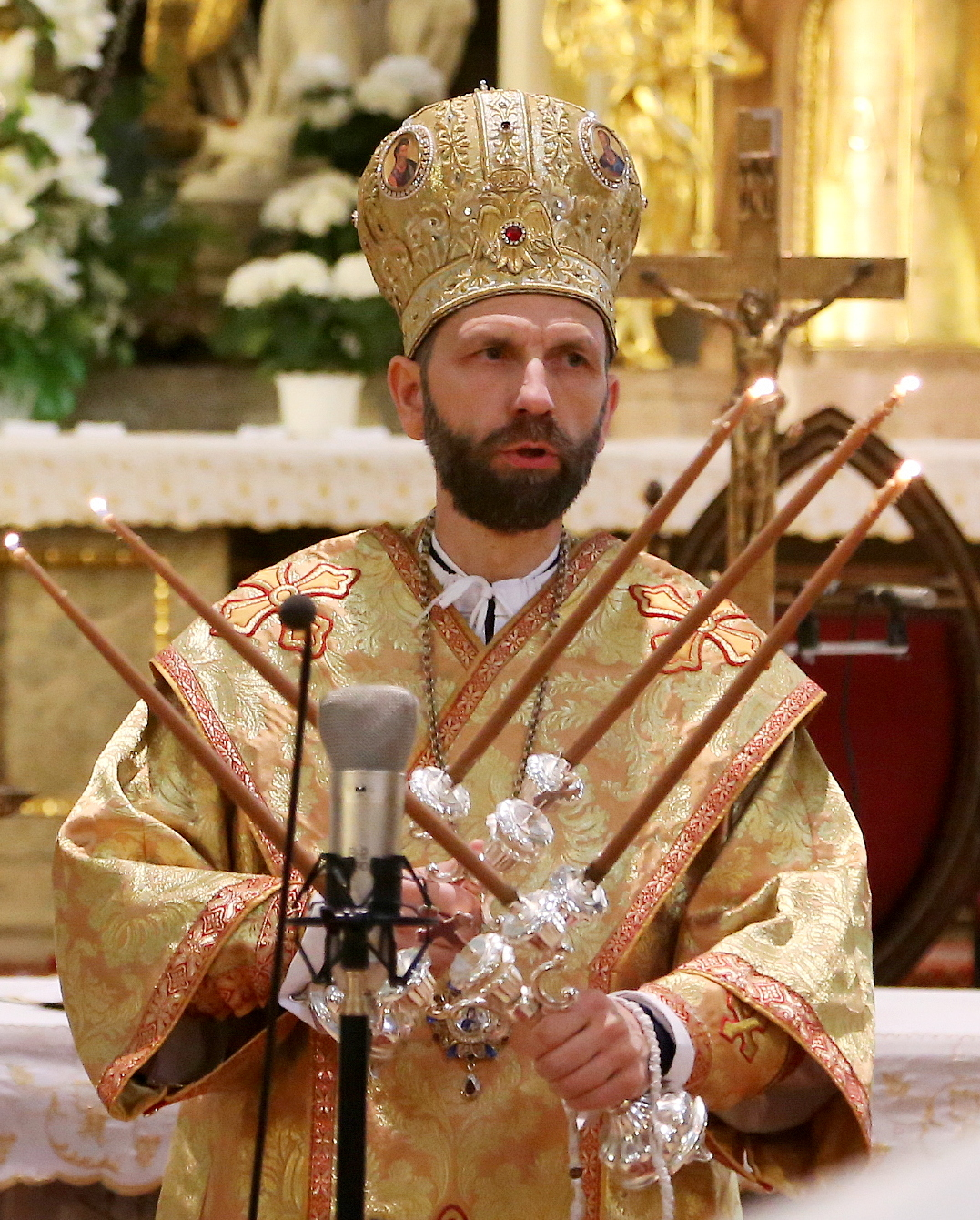
Péter Fülöp Kocsis

## Leben
Péter Fülöp Kocsis wurde in der ungarischen Stadt Szeged, zum Komitat Csongrád gehörend, geboren. Am 2. August 1989 empfing er im Alter von 26 Jahren das Sakrament der Priesterweihe.
Von 1992 bis 1995 war er Pfarrer im Apostolischen Exarchat von Miskolc. Von 1995 bis 1999 machte er eine monastische Erfahrung im Benediktinerkloster in Chevetogne (Belgien). Im Jahr 1999 gründete er zusammen mit seinem Mitbruder  Atanáz Orosz, der derzeit Apostolischer Exarch von Miskolc ist, eine monastische Gemeinschaft in Damóc, die dem Bischof von Hajdúdorog unterstellt ist.
Die Ernennung zum Bischof von Hajdúdorog und Apostolischen Administrator des griechisch-katholischen Exarchats Miskolc erfolgte am 2. Mai 2008. Die feierliche Bischofsweihe erfolgte am 30. Juni 2008. Die Konsekration wurde durch den emeritierten Diözesanbischof von Hajdúdorog und Apostolischen Administrator von Miskolc, Bischof Szilárd Keresztes, geleitet; Mitkonsekratoren waren der Apostolische Administrator und Exarch der Ruthenischen griechisch-katholischen Kirche Milan Šašik und der Metropolit von Prešov, Erzbischof Ján Babjak.
Er ist seit 27. Juni 2015 Mitglied der Kongregation für die orientalischen Kirchen.